# 鬼熊事件
鬼熊事件（おにくまじけん）は、1926年（大正15年）に千葉県香取郡久賀村（現多古町）で発生した殺人事件。

## 事件概要
1926年8月20日、荷馬車引きの岩淵熊次郎が、親しかった小間物屋の女性・けいが他の情夫と交際していたことを知り殺害。その後、けいと情夫の仲を取り持っていた知人の菅松の家を放火、けいと交際していた情夫とけいの働いていた小間物屋の店主も殺害し、駆けつけた警官に重傷を負わせ山中に逃亡した。岩淵は「鬼熊」と呼ばれ、警察官、消防団、青年団など計5万人を動員し山狩りを行った。しかし、過去に岩淵に世話になり事情を知っていた村人たちは、岩淵をかくまったり嘘の情報を流すなど捜査を長引かせた。また、身軽で山中に詳しかった岩淵に隙をつかれ捜査員が怪我を負わされ、さらに9月11日には巡回中の警察官が殺害されている。当時のマスコミが事件を大々的に報道した結果、「鬼熊」の名は全国に広まり、演歌にも歌われるほど人気を博した。
9月30日、岩淵は先祖代々の墓所に逃げ込み、恨みはすべて晴らしたとして、取材に来ていた新聞記者や知人の前で村人の用意した毒入りの最中を食べ、剃刀で喉を切って自殺した。なお、岩淵は死亡の2日前である1926年9月28日の時点ですでに自殺を決意していたらしいが、28日は酒を飲んでいるうちに眠ってしまい、翌29日に首吊りや頚動脈を切るなどしたが、元々体を鍛えていたことから死に切れなかったと言う。
事件後、岩淵を匿ったり自殺に立ち会った村人や新聞記者が裁判にかけられるが、自殺幇助となった記者や知人はいずれも執行猶予つきの温情判決が下され、村人たちも無罪とされた。

## 背景
犯人の岩淵 熊次郎（いわぶち くまじろう、1892年 - 1926年9月30日）は久賀村で荷馬車引きとして生計を立て、妻と5人の子供と暮らしていた。岩淵は仲間に酒などを奢ったり、高齢者や非力な村人の仕事を手伝ったりなどしていたため、村人の間では信頼されていた。一方で女癖が悪いことでも有名であり、以前から女性関係で問題になっていた。
岩淵が35歳の時、群馬県から来て小料理屋「上州屋」をやっていたけい（事件当時27歳）という女に惚れ、深い仲になった（当時けいにも子どもがいた）。村の人々は「実直な熊次郎が、あばずれ女に騙されている」と噂し合っており、案の定けいには他にも情夫が出来た。けいと知り合った際は周囲の反対を聞かず親しくしていた。岩淵の知人は、けいに好意を持っていた別の独身男性をけいの情夫とするべく仲を進展させようと画策。岩淵に対し恐喝罪や過去の女性トラブルなどによる被害届を出し、警察に告訴した。3ヵ月後に執行猶予付きの判決が下り釈放された岩淵がけいに会いに行った際、事態を知ったことで激怒し犯行に及んだ。
前述の通り、岩淵は村人の間では信頼されていたが、逆に殺害されたけいや小間物屋の店主は色仕掛けで商売を行うなど、村人たちからあまり好かれていなかった。そのため、村人たちは岩淵に同情し食事を与えたり警察に嘘の情報を流したりしていた。また、事件の影響で村に報道関係者などが多数訪れたことから、商店や宿屋などを経営している村人からは感謝されていたという。
事件当時、新聞などのメディアでは、岩淵が自分を裏切った者に対する復讐として事件を起こしたと同情的な記事を掲載していた。さらに、当時の警察官は一般人などに威張り散らした言動が多く、反感を買うことも多かったことから、警察官を殺傷したことも全国的な人気を得る一因となった。加えて逃亡の末に自殺したことも潔い最期として賞賛されたという。

## 事件を題材とした作品
この鬼熊事件を題材にした文学作品には、1930年（昭和5年）5月に発表された川端康成の短編小説『「鬼熊」の死と踊子』がある。ほかには、1973年（昭和48年）に吉村昭の短編小説『下弦の月』が発表された。1990年（平成2年）にはこの吉村の小説が原作のテレビドラマ『火曜サスペンス劇場・下弦の月―鬼熊事件―』（主演・火野正平）が日本テレビ系列で放送された。